# Вищерица
Вищерица е река в Южна България, област Благоевград, общини Банско и Гърмен, десен приток на река Канина, от басейна на Места. Дължината ѝ е 24 km. Отводнява най-северозападните части на рида Дъбраш в Западните Родопи.
Река Вищерица извира на 1586 m н.в., на 1,7 km северозападно от връх Каракая (1761 m) в рида Дъбраш на Западните Родопи. Тече в посока юг-югоизток в сравнително плитка и силно залесена долина. Влива се отдясно в река Канина (от басейна на Места) на 1151 m н.в. в местността Гатера. При устието си Вищерица има водно количество почти колкото главната река.
Площта на водосборния басейн на реката е 80 km2, което представлява 34,19% от водосборния басейн на река Канина.
Основни притоци: Каратишка река (ляв) и Елушка река (десен).
По течението на реката няма населени места. В горното ѝ течение, край малко езеро, е разположено лесничейство „Вищерица“.
Част от водите на Вищерица се отклоняват към горното течение на река Доспат и съответно към язовир „Доспат“ посредством 7 водохващащи съоръжения и тунел под рида Дъбраш.

## Топографска карта
- Лист от карта K-34-84. Мащаб: 1 : 100 000.